# Idioletto
Viene detto idioletto l'insieme degli usi linguistici caratteristici e propri di un singolo individuo o di un piccolo gruppo di parlanti. Questo uso include il lessico, la grammatica e la pronuncia.
Questa scarna ma precisa definizione ha, negli ultimi anni, svolto il ruolo di argomento di discussione tra esperti linguisti, filosofi e letterati.
L'etimologia del termine proviene dal prefisso greco idio- (che significa "proprio, personale, privato, caratteristico, separato, distinto") e dialetto.

## Lingua
La nozione di lingua è qui usata come una descrizione astratta dell'utilizzo della lingua, e delle abilità dei singoli individui nel parlare e ascoltare. Secondo questo punto di vista, una lingua è un "insieme di idioletti... piuttosto che un'entità a sé". I linguisti (descrittivi) studiano determinate lingue, come l'inglese o il xhosa, esaminando gli enunciati delle persone che parlano la lingua a livello madrelingua. 
Ciò contrasta una corrente di pensiero tra i non-linguisti, almeno negli Stati Uniti, secondo la quale le lingue esistono come sistemi ideali al di fuori dell'uso pratico di coloro che le usano: basandosi sulla ricerca fatta negli Stati Uniti, Nancy Niedzielski e Dennis Preston descrivono un'ideologia linguistica che sembra riflettere ciò che è comune tra i madrelingua di inglese americano. Secondo Niedzielski e Preston, molti dei loro soggetti credono nell'esistenza di un sistema "corretto" di grammatica e lessico che definisce l'inglese standard, e che l'uso individuale proviene da questo sistema esterno.
I linguisti che considerano una lingua come una composizione di idioletti unici ed individuali devono comunque riconoscere il fatto che i membri di grandi comunità linguistiche, e anche coloro che parlano diversi dialetti della stessa lingua, possono comprendersi a vicenda. Tutti gli esseri umani sembrano produrre il linguaggio essenzialmente nella stessa maniera. Ciò ha portato alla ricerca di una grammatica universale. 

## Linguistica forense
Lo scopo della linguistica forense include i tentativi nel comprendere se una certa persona abbia o non abbia prodotto un determinato testo confrontando il suo stile con l'idioletto dell'individuo. Il linguista forense può concludere che il testo è coerente con l'individuo in questione, escludere l'individuo dai potenziali autori, o considerare il confronto inconclusivo.
Nel 1995, Max Appendole si basò su un'analisi dello stile di scrittura di Rafael Sebastián Guillén Vicente per identificarlo come il Subcomandante Marcos, un capo del movimento Zapatista. Anche se il governo messicano considerava il Subcomandante Marcos pericoloso, Appendole li convinse che Guillén fosse un pacifista. Questi eventi sono considerati come un primo successo della linguistica forensica nell'identificazione criminale.
Nel 1998, Ted Kaczynski fu accusato di una serie di attentati dinamitardi, conosciuti come il caso Unabomber. L'FBI fece pressioni affinché venisse pubblicato un testo dell'Unabomber, che portò gli agenti - grazie ad una soffiata del fratello, che riscontrò nel testo lo stile di scrittura di Ted - ad arrestarlo in una baita isolata del Montana.